# مارتين باراغان
مارتين باراغان (بالإسبانية: Martín Barragán Negrete) هو لاعب كرة قدم مكسيكي في مركز الهجوم، ولد في 14 يوليو 1991 في Tizapán el Alto ‏ في المكسيك. لعب مع نادي أطلس.

## وصلات خارجية
- مارتين باراغان على موقع قاعدة بيانات كرة القدم.إي يو (الإنجليزية)
- مارتين باراغان على موقع ناشيونال فوتبول تيمز (الإنجليزية)
- مارتين باراغان على موقع Soccerway.com (الإنجليزية)
- مارتين باراغان على موقع AS.com (الإسبانية)